# جبهه شرقی (جنگ جهانی اول)

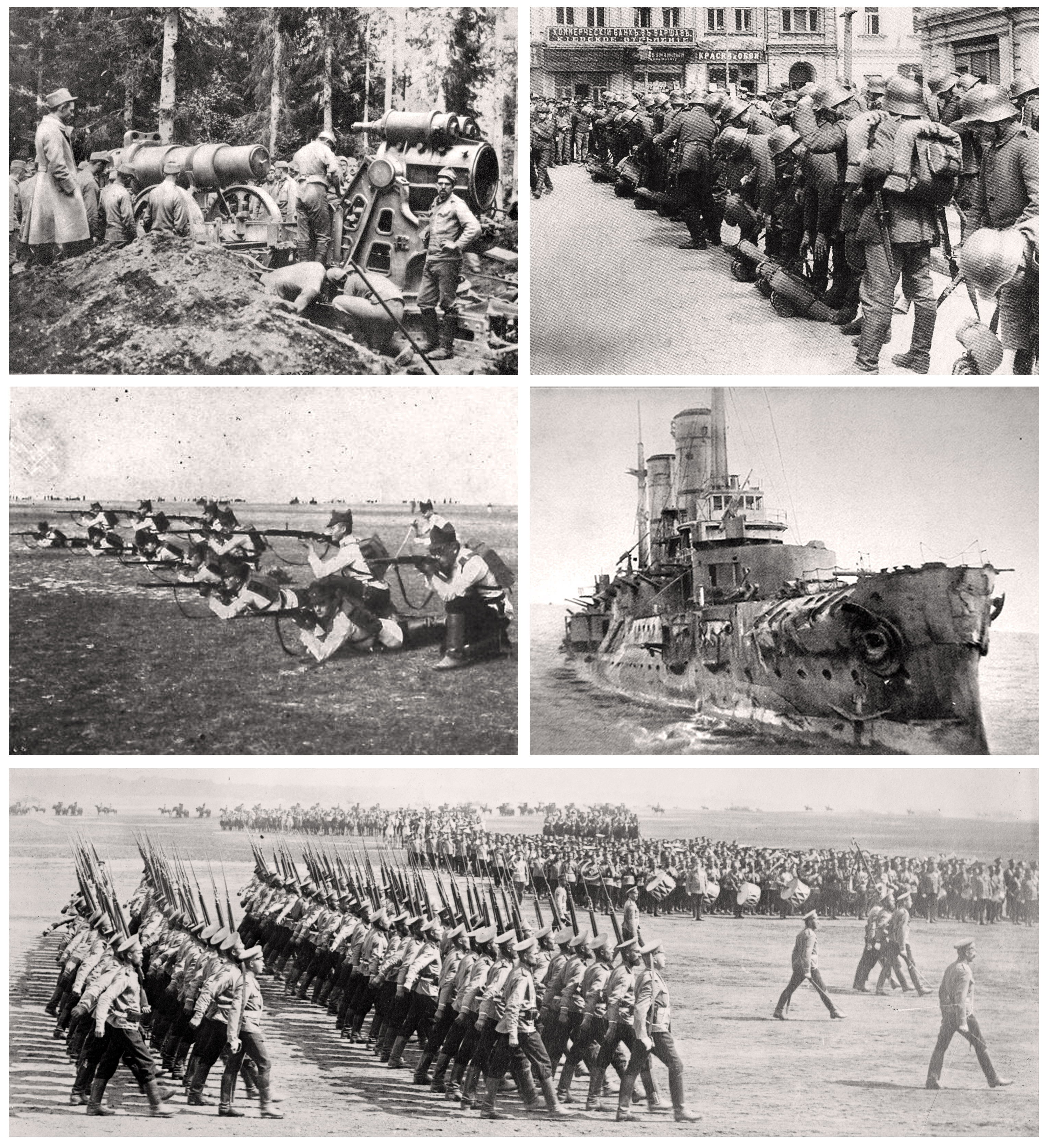
از بالا سمت چپ: سربازان مستقر در کوه‌های کارپات ۱۹۱۵/ سربازان آلمانی در کیف: مارس ۱۹۱۸/ کشتی روسی اسلاوا: اکتبر ۱۹۱۷/ پیاده‌نظام روسیه ۱۹۱۴/ پیاده‌نظام رومانی: ۱۹۱۴

جبهه‌شرقی یا تئاتر شرقی جنگ جهانی اول (آلمانی: Ostfront , روسی: Восточный фронт، Vostochny front) تئاتر عملیاتی بود که در بیشترین حد خود کل مرزهای امپراتوری روسیه و رومانی از یک طرف و امپراتوری اتریش-مجارستان، بلغارستان، عثمانی و امپراتوری آلمان را از سوی دیگر در بر می‌گرفت. از دریای بالتیک در شمال تا دریای سیاه در جنوب امتداد داشت، بیشتر اروپای شرقی را درگیر می‌کرد و در اعماق اروپای مرکزی نیز گسترش می‌یافت. این اصطلاح در تضاد با " جبهه غربی " است که در بلژیک و فرانسه در حال جنگ بود.

## جغرافیای جنگ و تبلیغات
در طی سال ۱۹۱۰، ژنرال روسی یوری دانیلوف "نقشه ۱۹" را تهیه کرد که بر اساس آن چهار ارتش به پروس شرقی حمله خواهند کرد. این طرح مورد انتقاد قرار گرفت زیرا اتریش-مجارستان می‌تواند تهدید بزرگتری از امپراتوری آلمان باشد؛ بنابراین روس‌ها قصد داشتند به جای حمله چهار ارتش به پروس شرقی، دو ارتش به پروس شرقی و دو ارتش برای دفاع در برابر نیروهای اتریش-مجارستان که از گالیسیا حمله می‌کنند، بفرستند. 

## یورش بروسیلوف
در ماه‌های نخست جنگ، ارتش شاهنشاهی روسیه سعی در حمله به پروس شرقی در جهه شمال غربی داشت، اما پس از موفقیت اولیه توسط آلمان‌ها مورد ضرب و شتم قرار گرفت. در همان زمان، در جنوب، آنها با موفقیت نیروهای گالیسیا را مورد حمله قرار دادند و نیروهای اتریش-مجارستان را در آنجا شکست دادند.
در لهستان روسیه، آلمان‌ها نتوانستند ورشو را فتح کنند. اما در سال ۱۹۱۵، ارتش آلمان و اتریش-مجارستان در حال پیشروی بودند و روس هابا تلفات سنگین در گالیسیا و لهستان، مجبور به عقب‌نشینی شدند. دوک بزرگ نیکلا از سمت خود به عنوان فرمانده کل قوا به جای تزار اخراج شد چندین حمله علیه آلمان‌ها در سال ۱۹۱۶ ناکام ماند، از جمله حمله دریاچه ناروچ و حمله بارانوویچی. با این حال، ژنرال الکسی بروسیلوف بر عملیاتی بسیار موفق علیه اتریش-مجارستان نظارت کرد که به یورش بروسیلوف معروف شد و ارتش روسیه دستاوردهای بزرگی را کسب کرد.